# Sisebut (biskup)
Sisebut (ur. ??? – zm. ???) – hiszpański duchowny, biskup Seo de Urgel od 833 roku do 840 roku.